# 비스트 (2022년 미국 영화)
비스트(Beast)는 미국에서 제작된 발타자르 코루마쿠르 감독의 2022년 모험, 드라마, 공포, 스릴러 영화이다. 이드리스 엘바 등이 주연으로 출연하였다.

## 출연

### 주연
- 이드리스 엘바 : 네이트 새뮤얼스 박사

### 조연
- 샬토 코플리 : 마틴 배틀스 역

## 같이 보기
- 고스트 앤 다크니스
- 먹이 (영화)
- 로그 (2020년 영화)